# Eduard Marschang
Eduard Marschang (* 29. August 1953) ist ein ehemaliger deutscher Fußballspieler. Der Defensivspieler absolvierte in der Saison 1977/78 beim MSV Duisburg in der Fußball-Bundesliga zwei Spiele.

## Karriere
Marschang wechselte 1977 von der SpVgg EGC Wirges in die Bundesliga zum MSV Duisburg. Im Team von Trainer Otto Knefler war er Ergänzungsspieler und kam zu zwei Ligakurzeinsätzen. Sein Debüt gab er am 10. Spieltag beim 4:3-Sieg gegen den FC St. Pauli, als er in der 80. Spielminute für Kurt Jara eingewechselt wurde. Sein zweites Spiel gegen Borussia Dortmund ging mit 1:2 verloren, er spielte ab der 81. Minute für Ulrich Hintzen. Danach kam er nicht mehr zum Zuge.